# 兼重就宣
兼重 就宣（かねしげ なりのぶ）は、江戸時代前期の長州藩士。家格は物頭組、590石。父は兼重就継。

## 生涯
寛永8年（1631年）に長州藩士の兼重就継の子として生まれ、寛永20年（1643年）1月28日に毛利秀就の加冠により元服し、「就」の偏諱を与えられて就宣と名乗る。
毛利秀就、綱広、吉就の3代に仕えた後、元禄7年（1694年）10月15日に死去した。享年64。嫡男の貞宣が跡を継いだ。